# Leopardmaulbrüter
Der Leopardmaulbrüter (Nimbochromis fuscotaeniatus, Syn.: Haplochromis fuscotaeniatus) ist ein im südlichen, zu beiden Seiten von malawischen Staatsgebiet umschlossenen Abschnitt des ostafrikanischen Malawisee und im südlich gelegenen Malombesee endemisch lebender Buntbarsch. 

## Merkmale
Die Fischart kann eine Gesamtlänge von 20 (Weibchen) bis 25 cm (Männchen) erreichen. Sie ähnelt dem Vielfleckmaulbrüter (Nimbochromis polystigma) hat aber ein tiefer gespaltenes Maul und eine leicht spitzere Schnauze. Der Unterkiefer hat eine Länge von 43 bis 50,5 % der Kopflänge. Die Grundfärbung des Leopardmaulbrüters ist graugrün bis graugelb. Darauf liegen dunkelbraune Flecken und Streifen, die auf der oberen Körperhälfte oft ein grobes, netzartiges Muster bilden. Die untere Körperhälfte wird von Längsstreifen geprägt, die aber unterschiedlich deutlich ausgeprägt sein können (fuscotaeniatus = Lat.: fuscus = düster, dunkel + taeniatus = gebändert). Die Flossen sind braun bis grau. Geschlechtsreife Männchen besitzen einen metallisch blaugrün schimmernden Kopf, eine Rückenflosse mit orangem Saum und Eiflecke in der Afterflosse. In der Fortpflanzungszeit geht die Blaufärbung auf den gesamten Körper über und überdeckt die gattungstypische Fleckenzeichnung fast völlig.
- Flossenformel: Dorsale XV–XVI/11–12, Anale III/10–11.
- Schuppenformel: mLR 34.

## Lebensweise
Der Leopardmaulbrüter ist in seinem Verbreitungsgebiet nicht häufig und kommt vor allem in der Übergangszone vom Fels- zum Sandlitoral und in mit Pflanzen bewachsenen Bereichen des Sees vor. Er ernährt sich vor allem von kleinen Fischen. Wie alle haplochrominen Buntbarsche ist die Art ein ovophiler Maulbrüter, bei dem das Weibchen die Brutpflege übernimmt.